# جما مک‌کنزی-براون
جما مک‌کنزی-براون (انگلیسی: Jemma McKenzie-Brown؛ زادهٔ ۲ ژوئن ۱۹۹۴) هنرپیشه اهل بریتانیا است.
از فیلم‌ها یا برنامه‌های تلویزیونی که وی در آن نقش داشته‌است می‌توان به دبیرستان موزیکال ۳: سال آخر اشاره کرد.